# غورک
غورَک از فرمان‌روایان سغدی در آسیای میانه به هنگام حمله اعراب به فرارود (ماوراءالنهر) بود.
مردم سمرقند در سال ۷۱۰ میلادی طرخون، فرمان‌روای منطقه را به خاطر هواداری‌اش از مسلمانان از حکومت برکنار کردند و غورک را با عنوان شاه (به سغدی: اِخشید) به مسند فرمان‌روایی نشاندند.
در تاریخ طبری و ابن اثیر از مکرر از غورک (یا غوزک- ابن اثیر) نام برده شده و صاحب السغدش خوانده‌اند. در این متون آمده‌است که «پس از آنکه طرخون پادشاه سغد با اعراب صلح کرد و قبول جزیه نمود مردم سغد بر او شوریدند، و گفتند تو پیر و فرتوتی و به ذل و خواری تن دردادی، و جزیه دادن به اعراب را پذیرفتی، ما را به تو حاجتی نیست، او گفت هر که را خواهید بر خود والی کنید. مردم سغد غورک را بر خویش پادشاه نمودند، و طرخون را حبس کردند، و او در زندان به عمر خود پایان داد.»
در محل باستانی افراسیاب (سمرقند باستان و پایتخت سغد) نوشته‌ای به خط کوفی یافته شده که در آن از غورک، واپسین فرمانروای مستقل سمرقند به عنوان «اخشید سغد» یاد شده‌است.

## پیشینه
قتیبه بن مسلم، فرماندار اموی، به سمرقند حمله‌ور شد اما سرانجام حکم‌رانی غورک بر این شهر و منطقه را پذیرفت. غورک حاکمی تیزهوش و محتاط بود و موفق شد با هم‌پیمانی‌های متغیر خود با مسلمانان و خاقان‌نشین تورگش بر مسند قدرت بماند. چندی پس از شکست مسلمانان در نبرد تنگ‌راه در سال ۷۳۱، غورک موفق شد کنترل تختگاه خود در سمرقند را از نو به‌دست گرفته و در قلمرویی نیمه‌مستقل تا زمان مرگ خود در ۷۳۷ یا ۷۳۸ حکم‌رانی کند.
قلمرو غورک پس از مرگ او میان خویشاوندانش تقسیم شد که نام‌های آن‌ها تنها از منابع چینی و به شکل تحریف‌شده با تلفظ چینی شناخته شده‌است: تو-هو، که پیش از آن شاهزاده سمرقند بود فرمان‌روای سمرقند شد، مه-چوئو، شاه میامرغ شد، و کو-لوپو-لو (احتمالاً همان افرون برادر غورک) که در سال ۷۴۲ شاه اشتیخان شد.
شهر افرینکث یا فرنکث [فرونکث. «حدود العالم»] یعنی فرنکنت یا پرنکنت کنونی، را افرون برادر غورک در قرن اول هجری بنا کرد.

## یزید پسر غورک
در تاریخ بخارا آمده است که «ابو الحسن نیشابوری در خزائن‌العلوم به ترتیب آورده‌است که چون خلافت به امیرالمؤمنین مهدی رسید، یعنی پدر هارون الرشید، و هیچ‌کس از خلفای عباسی از وی پارساتر نبودی، پس امیری جمله خراسان ابو العباس فضل بن سلیمان طوسی را داد، در سال صد شصت و شش، و او بیامد تا به مرو، و آنجا بنشست، پس وجوه و مهتران و بزرگان [بخارا] به نزدیک او رفتند، و مهتران سغد نیز جمله به مرو رفتند، به سلام امیر خراسان. او از حال ولایت ایشان پرسید، اهل بخارا گفتند که ما را از کافران ترک رنج است، که به هر وقت ناگاه می‌آیند و دیه‌ها غارت می‌کنند؛ و اکنون به تازگی آمده‌اند، و دیهه سامدون را غارت کرده‌اند، و مسلمانان را اسیر کرده بوده‌اند. ابو العباس طوسی گفت هیچ تدبیری دارید تا بفرمایم. یزید بن غورک ملک سغد آنجا بود گفت بقای امیر خراسان باد. به روزگار پیشین در جاهلیت ترکان ولایت سغد را غارت می‌کرده‌اند به سغد زنی پادشاه بوده‌است، او سغد را باره برآورده‌است، ولایت سغد از ترکان امان یافته. ابو العباس طوسی بفرمود مر مهتدی بن حماد بن عمرو الذهلی را که که امیر بخارا بود از جانب او، تا بخارا را باره زند چنان‌که همه روستاهای بخارا اندرون آن باره بود به شکل سمرقند، تا دست ترکان به ولایت بخارا نرسد. این مهتدی بن حماد بفرمود تا این دیوار بزنند، و [در فرسنگی] دروازه‌ای نهند، و به هر نیمه میلی یکی برج استوار بر آرند.»